# فهرست کشورهای آفریقایی بر اساس شاخص توسعه انسانی
فهرست کشورهای آفریقایی بر اساس شاخص توسعه انسانی شامل فهرستی از کشورهای آفریقایی بر مبنای شاخص توسعه انسانی است.

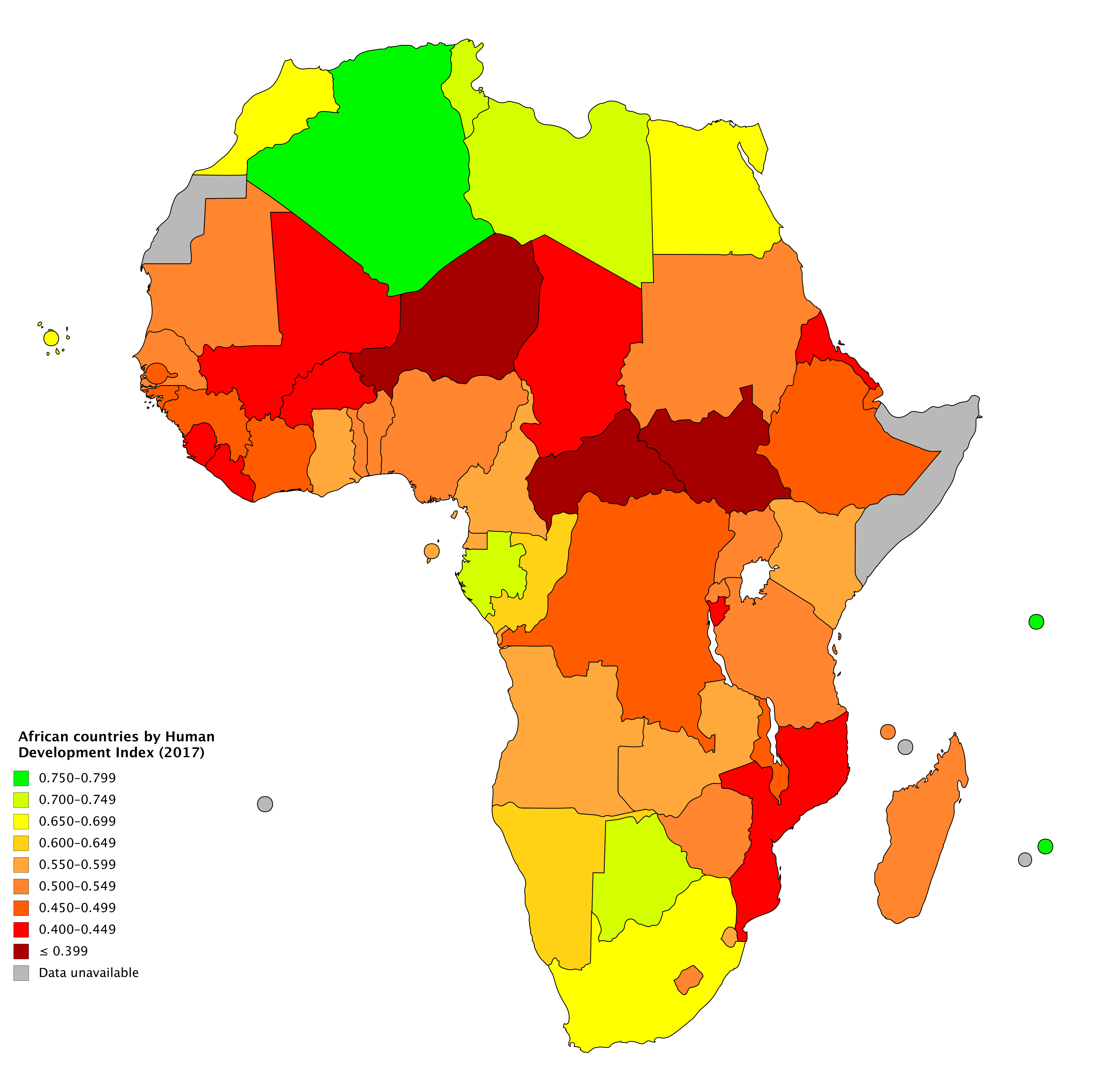
شاخص توسعه انسانی (۲۰۱۷)

| ≥ ۰٫۹۰۰ 0.850–0.899 0.800–0.849 0.750–0.799 0.700–0.749 | 0.650–0.699 0.600–0.649 0.550–0.599 0.500–0.549 0.450–0.499 | 0.400–0.449 ≤ ۰٫۳۹۹ Data unavailable |

| فهرست کشورهای آفریقایی بر مبنای شاخص توسعه انسانی | فهرست کشورهای آفریقایی بر مبنای شاخص توسعه انسانی | فهرست کشورهای آفریقایی بر مبنای شاخص توسعه انسانی | فهرست کشورهای آفریقایی بر مبنای شاخص توسعه انسانی | فهرست کشورهای آفریقایی بر مبنای شاخص توسعه انسانی |                              |
| رتبه در آفریقا                                    | رتبه در جهان                                      | کشور                                              | شاخص توسعه انسانی                                 | تغییر در سال ۲۰۱۷ نسبت به سال ۲۰۱۶                |                              |
| شاخص توسعه انسانی بسیار بالا                      | شاخص توسعه انسانی بسیار بالا                      | شاخص توسعه انسانی بسیار بالا                      | شاخص توسعه انسانی بسیار بالا                      | شاخص توسعه انسانی بسیار بالا                      | شاخص توسعه انسانی بسیار بالا |
| ------------------------------------------------- | ------------------------------------------------- | ------------------------------------------------- | ------------------------------------------------- | ------------------------------------------------- | ---------------------------- |
| ۱                                                 | ۶۲                                                | سیشل                                              | ۰٫۸۰۱                                             | 0.001                                             |                              |
| شاخص توسعه انسانی بالا                            |                                                   |                                                   |                                                   |                                                   |                              |
| ۲                                                 | ۶۶                                                | موریس                                             | ۰٫۷۹۶                                             | 0.003                                             |                              |
| ۳                                                 | ۸۲                                                | الجزایر                                           | ۰٫۷۵۹                                             | 0.001                                             |                              |
| ۴                                                 | ۹۱                                                | تونس                                              | ۰٫۷۳۹                                             | 0.001                                             |                              |
| ۵                                                 | ۹۴                                                | بوتسوانا                                          | ۰٫۷۲۸                                             | 0.004                                             |                              |
| ۶                                                 | ۱۱۰                                               | لیبی                                              | ۰٫۷۰۸                                             | 0.004                                             |                              |
| ۷                                                 | ۱۱۰                                               | آفریقای جنوبی                                     | ۰٫۷۰۵                                             | 0.001                                             |                              |
| ۸                                                 | ۱۱۳                                               | گابن                                              | ۰٫۷۰۲                                             | 0.002                                             |                              |
| ۹                                                 | ۱۱۶                                               | مصر                                               | ۰٫۷۰۰                                             | 0.004                                             |                              |
| شاخص توسعه انسانی متوسط                           |                                                   |                                                   |                                                   |                                                   |                              |
| ۱۰                                                | ۱۲۳                                               | مراکش                                             | ۰٫۶۶۷                                             | 0.005                                             |                              |
| ۱۱                                                | ۱۲۵                                               | کیپ ورد                                           | ۰٫۶۵۴                                             | 0.002                                             |                              |
| ۱۲                                                | ۱۲۹                                               | نامیبیا                                           | ۰٫۶۴۷                                             | 0.002                                             |                              |
| ۱۳                                                | ۱۳۷                                               | جمهوری کنگو                                       | ۰٫۶۰۶                                             | 0.006                                             |                              |
| ۱۴                                                | ۱۴۰                                               | غنا                                               | ۰٫۵۹۲                                             | 0.004                                             |                              |
| ۱۵                                                | ۱۴۱                                               | گینه استوایی                                      | ۰٫۵۹۱                                             | 0.001                                             |                              |
| ۱۶                                                | ۱۴۲                                               | کنیا                                              | ۰٫۵۹۰                                             | 0.005                                             |                              |
| ۱۷                                                | ۱۴۳                                               | سائوتومه و پرنسیپ                                 | ۰٫۵۸۹                                             | 0.005                                             |                              |
| ۱۸                                                | ۱۴۴                                               | اسواتینی                                          | ۰٫۵۸۸                                             | 0.002                                             |                              |
| ۱۸                                                | ۱۴۴                                               | زامبیا                                            | ۰٫۵۸۸                                             | 0.002                                             |                              |
| ۲۰                                                | ۱۴۷                                               | آنگولا                                            | ۰٫۵۸۱                                             | 0.004                                             |                              |
| ۲۱                                                | ۱۵۱                                               | کامرون                                            | ۰٫۵۵۶                                             | 0.003                                             |                              |
| شاخص توسعه انسانی پایین                           |                                                   |                                                   |                                                   |                                                   |                              |
| ۲۲                                                | ۱۵۴                                               | تانزانیا                                          | ۰٫۵۳۸                                             | 0.005                                             |                              |
| ۲۳                                                | ۱۵۶                                               | زیمبابوه                                          | ۰٫۵۳۵                                             | 0.003                                             |                              |
| ۲۴                                                | ۱۵۷                                               | نیجریه                                            | ۰٫۵۳۲                                             | 0.002                                             |                              |
| ۲۵                                                | ۱۵۸                                               | رواندا                                            | ۰٫۵۲۴                                             | 0.004                                             |                              |
| ۲۶                                                | ۱۵۹                                               | لسوتو                                             | ۰٫۵۲۰                                             | 0.004                                             |                              |
| ۲۶                                                | ۱۵۹                                               | موریتانی                                          | ۰٫۵۲۰                                             | 0.004                                             |                              |
| ۲۸                                                | ۱۶۱                                               | ماداگاسکار                                        | ۰٫۵۱۹                                             | 0.002                                             |                              |
| ۲۹                                                | ۱۶۲                                               | اوگاندا                                           | ۰٫۵۱۶                                             | 0.006                                             |                              |
| ۳۰                                                | ۱۶۳                                               | بنین                                              | ۰٫۵۱۵                                             | 0.003                                             |                              |
| ۳۱                                                | ۱۶۴                                               | سنگال                                             | ۰٫۵۰۵                                             | 0.006                                             |                              |
| ۳۲                                                | ۱۶۵                                               | کومور                                             | ۰٫۵۰۳                                             | 0.001                                             |                              |
| ۳۲                                                | ۱۶۵                                               | توگو                                              | ۰٫۵۰۳                                             | 0.003                                             |                              |
| ۳۴                                                | ۱۶۷                                               | سودان                                             | ۰٫۵۰۲                                             | 0.003                                             |                              |
| ۳۵                                                | ۱۷۰                                               | ساحل عاج                                          | ۰٫۴۹۲                                             | 0.006                                             |                              |
| ۳۶                                                | ۱۷۱                                               | مالاوی                                            | ۰٫۴۷۷                                             | 0.003                                             |                              |
| ۳۷                                                | ۱۷۲                                               | جیبوتی                                            | ۰٫۴۷۶                                             | 0.002                                             |                              |
| ۳۸                                                | ۱۷۳                                               | اتیوپی                                            | ۰٫۴۶۳                                             | 0.006                                             |                              |
| ۳۹                                                | ۱۷۴                                               | گامبیا                                            | ۰٫۴۶۰                                             | 0.003                                             |                              |
| ۴۰                                                | ۱۷۵                                               | گینه                                              | ۰٫۴۵۹                                             | 0.010                                             |                              |
| ۴۱                                                | ۱۷۶                                               | جمهوری دموکراتیک کنگو                             | ۰٫۴۵۷                                             | 0.005                                             |                              |
| ۴۲                                                | ۱۷۷                                               | گینه بیسائو                                       | ۰٫۴۵۵                                             | 0.002                                             |                              |
| ۴۳                                                | ۱۷۹                                               | اریتره                                            | ۰٫۴۴۰                                             | 0.004                                             |                              |
| ۴۴                                                | ۱۸۰                                               | موزامبیک                                          | ۰٫۴۳۷                                             | 0.002                                             |                              |
| ۴۵                                                | ۱۸۱                                               | لیبریا                                            | ۰٫۴۳۵                                             | 0.003                                             |                              |
| ۴۶                                                | ۱۸۲                                               | مالی                                              | ۰٫۴۲۷                                             | 0.006                                             |                              |
| ۴۷                                                | ۱۸۳                                               | بورکینافاسو                                       | ۰٫۴۲۳                                             | 0.003                                             |                              |
| ۴۸                                                | ۱۸۴                                               | سیرالئون                                          | ۰٫۴۱۹                                             | 0.006                                             |                              |
| ۴۹                                                | ۱۸۵                                               | بوروندی                                           | ۰٫۴۱۷                                             | 0.001                                             |                              |
| ۵۰                                                | ۱۸۶                                               | چاد                                               | ۰٫۴۰۴                                             | 0.001                                             |                              |
| ۵۲                                                | ۱۸۷                                               | سودان جنوبی                                       | ۰٫۳۸۸                                             | 0.006                                             |                              |
| ۵۲                                                | ۱۸۸                                               | جمهوری آفریقای مرکزی                              | ۰٫۳۶۷                                             | 0.005                                             |                              |
| ۵۳                                                | ۱۸۹                                               | نیجر                                              | ۰٫۳۵۴                                             | 0.003                                             |                              |